# Mar d'Azov
Il Mar d'Azov (in ucraino Азо́вське мо́ре?, Azovs'ke more; in russo Азо́вское мо́ре?, Azovoskoe more) è una grande baia situata a nord-est del Mar Nero, collegata al corpo d'acqua principale attraverso lo stretto di Kerč'.

## Geografia e storia
È limitato a nord dall'Ucraina, ad est dalla Russia e ad ovest dalla penisola di Crimea. Ad ovest si trova anche la striscia di Arabat, un cordone sabbioso lungo circa 110 km, che separa il Mar d'Azov dalla laguna altamente salina di Sivaš. Nell'antica Grecia era conosciuto come Lago Meotiano, Mare Meotiano o "Palude Meotide" (anche in Tacito), dal nome degli antichi abitanti di queste rive, i Meoti, da cui deriva anche il nome della regione, la Meozia o Meotida, oggi corrispondente al Donbass.
Il mare è lungo 340 km e largo 135, e ha una superficie di 37.555 km². I fiumi principali che sfociano nel Mar d'Azov sono il Don e il Kuban'; questi fanno sì che le acque del mare abbiano una salinità relativamente più bassa in certi punti, inoltre trasportano in mare grosse quantità di limo. Il Mar d'Azov è il mare meno profondo del mondo, con una profondità massima di soli 13 metri; in effetti, dove il limo si è accumulato, come nel golfo di Taganrog, la profondità media è inferiore al metro. Le correnti prevalenti del mare scorrono in senso antiorario; le maree sono variabili ma possono arrivare a oltre 5 metri. In inverno grandi porzioni del mare sono coperte dal ghiaccio.
Nel Mar d'Azov vi sono diverse isole, vicine alla costa, basse, ma soprattutto molto piccole. I porti principali sono: Berdjans'k, Mariupol', Rostov sul Don, Taganrog e Ejsk. Due canali sfociano nel mare: il Canale Volga-Don e un collegamento al Mar Caspio attraverso il Canale di Manyč. Il mare ha diverse importanti zone di pesca ed è stato sfruttato per l'estrazione di gas naturale e petrolio.
Lo storico Ammiano Marcellino ci riferisce che nella seconda metà del IV secolo gli Unni attraversarono lo Stretto di Kerč' per iniziare la loro espansione che li porterà poi a contatto con gli Ostrogoti, propriamente lasciando la palude Meotica per passare dal Mar d'Azov al Mar Nero ed entrare in Crimea.

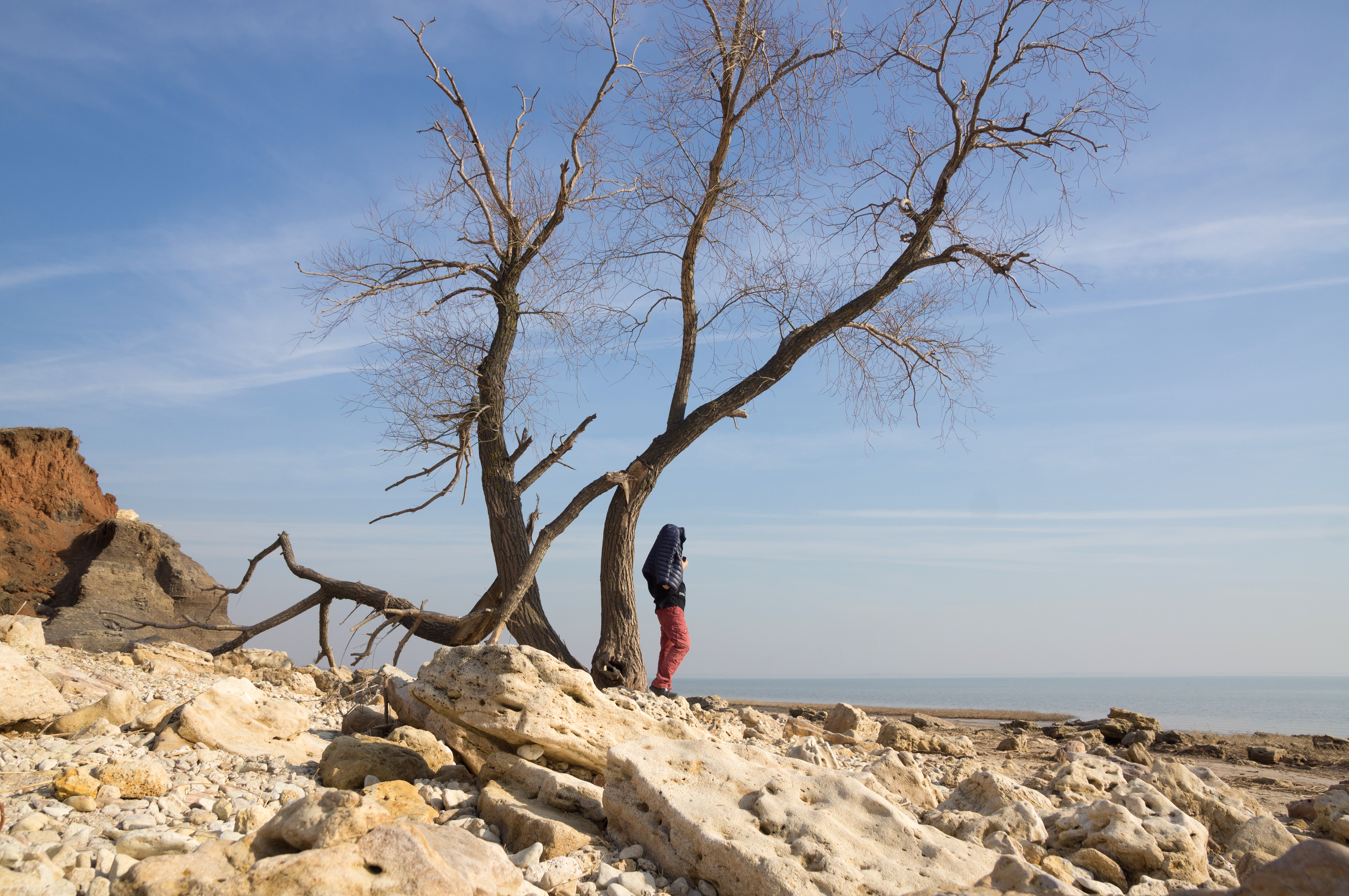
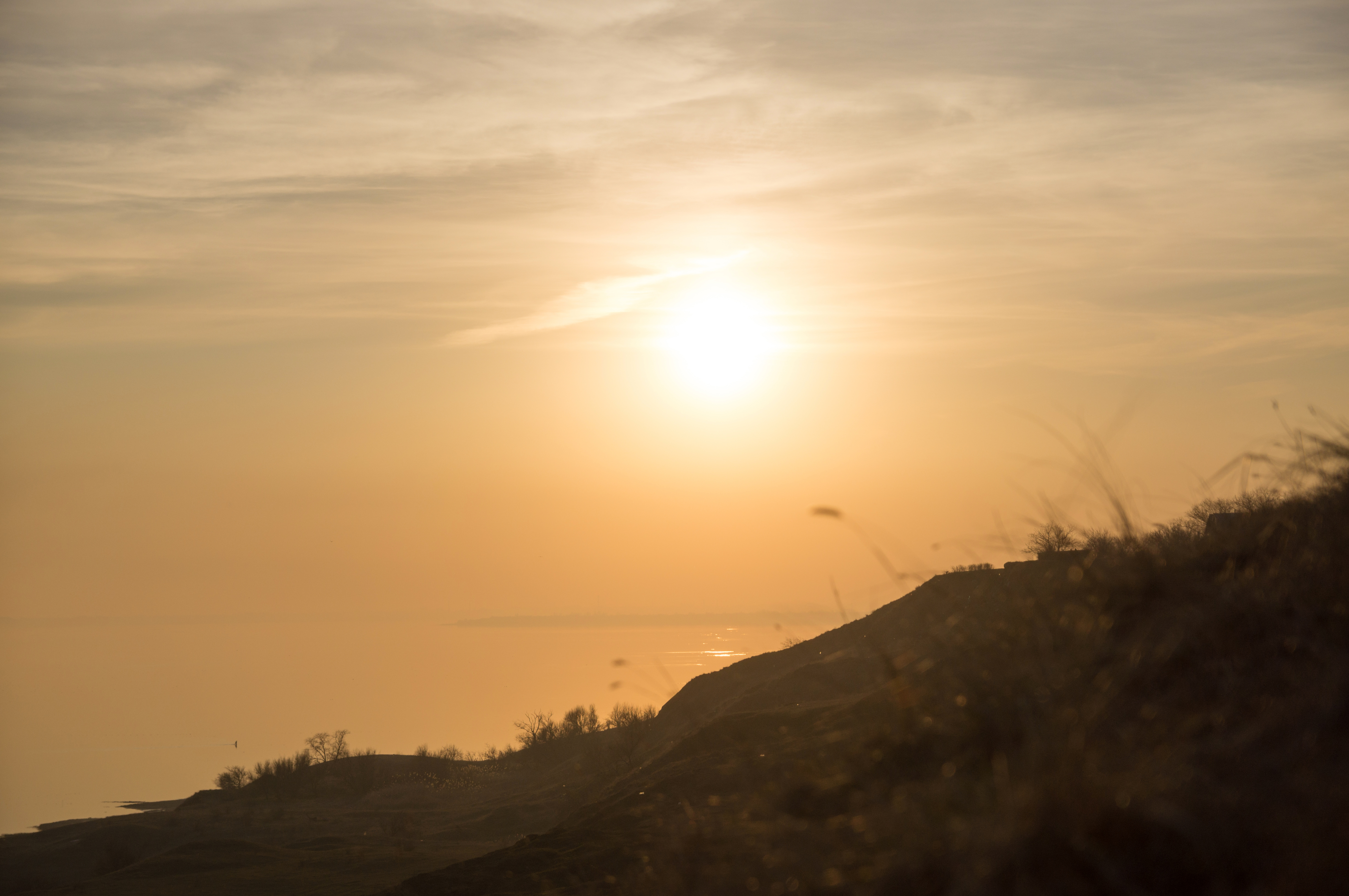
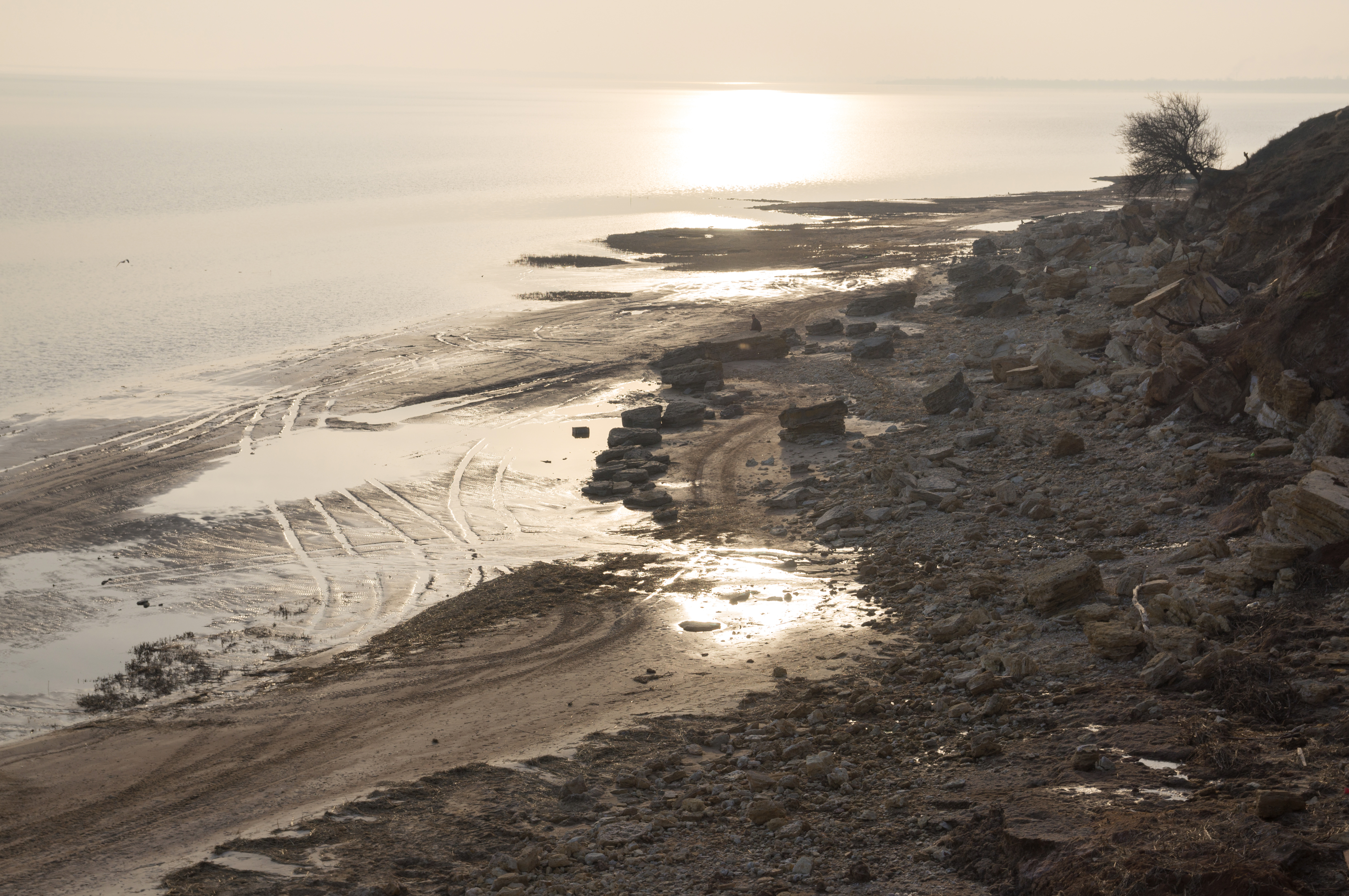
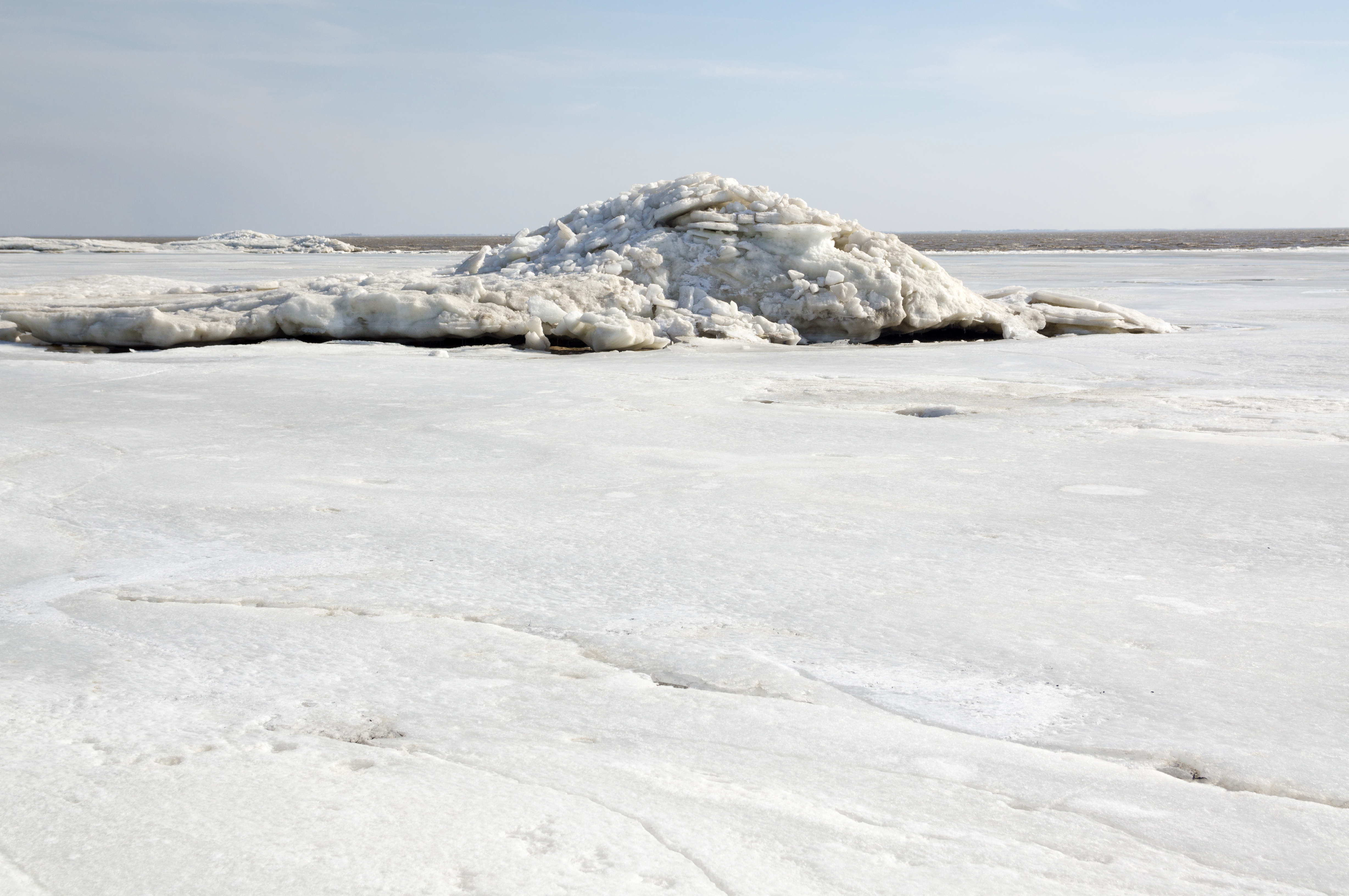

## Fauna
Tra le specie che abitano questo mare e che risalgono i fiumi che sfociano in esso per riprodursi vi è una specie endemica di cheppia (Alosa tanaica). Storicamente il mare ha ospitato una ricca varietà di vita marina, con più di ottanta specie di pesci identificate, e 300 varietà di invertebrati. La diversificazione e i numeri si sono ridotti a causa della pesca intensiva e degli aumentati livelli di inquinamento.